# Milenko Ačimovič
Milenko Acimovic (15 de febrero de 1977, Ljubljana, Eslovenia) es un exfutbolista esloveno. Su último equipo fue el Austria Viena.

## Trayectoria

### Olimpija Ljubljana
Milenko comenzó su carrera en las categorías inferiores del NK Olimpija Ljubljana. Hizo tres apariciones en el primer equipo de Zeleznicar cuando tenía sólo 17 años de edad. En 1996 hasta 1998 se encontró otra vez jugando para Olimpija, anotando 7 goles en 34 partidos. Su destacado rendimiento lo llevó a convertirse en el nuevo jugador de Estrella Roja de Belgrado.

### Estrella Roja
Milenko jugó en Belgrado por cuatro años y medio con excelentes resultados. Después de exitosas presentaciones en la Selección de fútbol de Eslovenia en la Eurocopa 2000 y la Copa Mundial de Fútbol 2002 celebrada en Corea-Japón, muchos de los grandes clubes europeos mostraron interés en él. El Tottenham Hotspur de la Premier League de Inglaterra cerró su traspaso.

### Tottenham Hotspur
En el verano de 2002, se unió a Tottenham Hotspur. En su primera temporada en Londres, hizo algunas apariciones, pero nunca se estableció como un jugador del primer equipo. No tuvo la oportunidad de probarse a sí mismo en el club inglés ya que sólo jugó 4 partidos, demostrando en esos cuatro partidos que no estaba a la altura requerida. El centrocampista dijo en 2005:

" Tal vez me equivoqué al firmar tan pronto en Inglaterra. Tal vez debería haber llegado a Francia antes para aprender ".

### Lille OSC
En enero de 2004 se unió al club francés Lille en préstamo hasta el final de la temporada. Cuando llegó, el club estaba en el puesto 14 en la Ligue 1, pero después de un buen desempeño y buenas actuaciones por parte de Ačimovič, terminó la temporada como subcampeón, por lo que se clasificó para la Liga de Campeones de la UEFA 2005/06. En su primer año también jugó en la Copa de la UEFA, siendo eliminados en dieciseisavos de final. Jugaron en la tercera ronda previa de la Liga de Campeones, y llegaron a la fase de grupos. Milenko fue la chispa creativa de Lille y anotó contra el Manchester United ganando el partido 1-0 en París. Ese fue el único gol de Lille en el torneo.

### Austria de Viena
Una lesión en el tobillo grave en enero de 2006 puso fin al hechizo de Acimovic en Lille y se unió a Austria de Viena en 2007, después de un corto período, en el que pasó sin pena ni gloria en la Primera División de Arabia Saudita con el Al-Ittihad. En su primera temporada en Austria el esloveno anotó 14 goles en 35 partidos y en la siguiente ha intervenido con 9 goles en 31 partidos, ayudando a su club a alcanzar el tercer puesto en la Bundesliga austriaca.
El 15 de septiembre de 2010, Milenko puso fin a su carrera en el fútbol después de una lesión en la rodilla derecha.

## Selección nacional
Debutó con la Selección de fútbol de Eslovenia el 22 de abril de 1998 en Murska Sobota contra la República Checa. Dio muchas actuaciones notables para el equipo nacional, representó a Eslovenia tanto en la Eurocopa 2000, donde hizo un espectacular gol desde el medio del campo contra Ucrania y en la Copa Mundial de fútbol de 2002, anotando en su derrota 1-3 contra Paraguay en Seogwipo, y además, el gol número 100 en la historia de los mundiales.
Su última aparición con la selección fue el 28 de marzo de 2007 en Celje, durante una derrota por 1-0 ante Holanda en un partido de clasificación Eurocopa 2008. Anunció su retiro del fútbol internacional ese mismo agosto.
En total jugó 62 partidos como internacional, marcando 13 goles.

## Clubes
| Club                  | País                | Años        |
| --------------------- | ------------------- | ----------- |
| Železničar Ljubljana  | Eslovenia           | 1995 - 1996 |
| NK Olimpija Ljubljana | Eslovenia           | 1996 - 1998 |
| Estrella Roja         | Serbia y Montenegro | 1998 - 2002 |
| Tottenham Hotspur FC  | Inglaterra          | 2002 - 2004 |
| Lille OSC             | Francia             | 2004 - 2006 |
| Al-Ittihad            | Arabia Saudí        | 2006 - 2007 |
| Austria Viena         | Austria             | 2007 - 2010 |

- Datos: Q342406
- Multimedia: Milenko Ačimović / Q342406